# (15908) Bertoni
(15908) Bertoni est un astéroïde de la ceinture principale.

## Description
(15908) Bertoni est un astéroïde de la ceinture principale. Il fut découvert le 2 octobre 1997 à Kitt Peak par le projet Spacewatch. Il présente une orbite caractérisée par un demi-grand axe de 3,06 UA, une excentricité de 0,10 et une inclinaison de 1,9° par rapport à l'écliptique.

## Compléments